# Humbleton
Humbleton – wieś w Anglii, w hrabstwie East Riding of Yorkshire. Leży 14 km na północny wschód od miasta Hull i 254 km na północ od Londynu. W 2001 miejscowość liczyła 209 mieszkańców.